# 매슈 와이너
매슈 와이너(영어: Matthew Weiner, 1965년 6월 29일 ~ )는 미국의 TV 각본가, 프로듀서로 《매드맨》의 제작자로 가장 유명하다. 《소프라노스》에서도 일부 에피소드의 각본 작업에 참여했다.

## 출연 작품
- 아 유 히어 (2013)
- 매드 맨 6 (2013)
- 매드 맨 5 (2012)
- 매드 맨 4 (2010)
- 매드 맨 3 (2009)
- 매드 맨 2 (2008)
- 매드 맨 1 (2007)
- 벡커 (1998)